# Knížectví Schaumburg-Lippe
Schaumburg-Lippe, také jako Lippe-Schaumburg, byl německý mikrostát v letech 1647–1918 na území dnešní spolkové země Dolní Sasko, celým názvem Schaumbursko-lippské knížectví (německy Fürstentum Schaumburg-Lippe), do roku 1807 byl hrabstvím (německy Grafschaft Schaumburg-Lippe) náležící ke Svaté říši římské. Vzniklo oddělením se od hrabství Schaumburg, s nímž posléze sdílelo některé instituce a které bylo součástí Hesensko-Kasselska. Po zániku Svaté říše římské se knížectví stalo členem Rýnského a poté Německého spolku, nakonec se stalo součástí Německé říše. Zaniklo roku 1918 během listopadové revoluce a roku 1946 byla oblast bývalého knížectví zahrnuta do Dolního Saska.

## Galerie

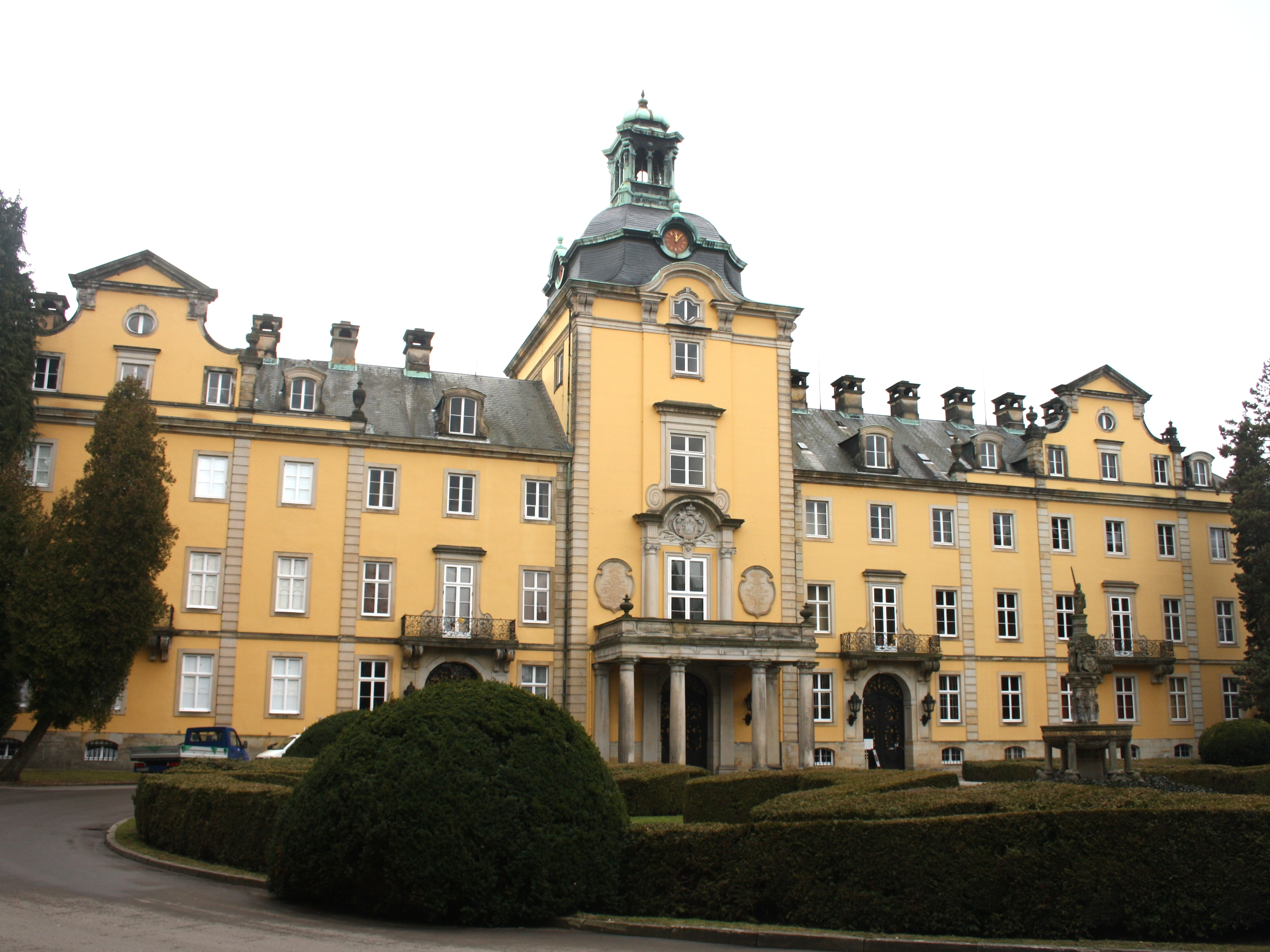
Bückeburský palác býval rezidencí vládnoucích knížat
Schaumbursko-lippská knížecí standarta (1911–1918)
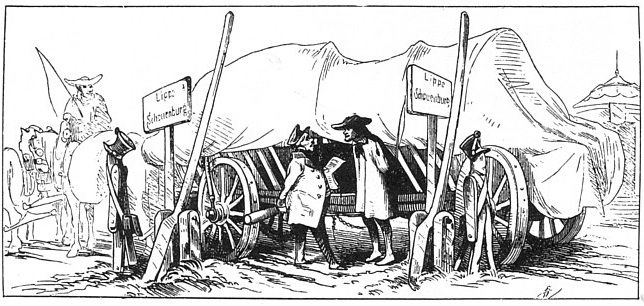
Dobová karikatura (1834) utahující si z velikosti knížectví